# Italo Zingarelli
Pour les articles homonymes, voir Zingarelli.
Italo Zingarelli (né le 15 janvier 1930 à Lugo, dans la province de Vicence, en Vénétie et mort le 29 avril 2000 à Rome) est un producteur et réalisateur italien de cinéma. 

## Biographie
Italo Zingarelli est connu pour avoir produit plusieurs films du duo Terence Hill - Bud Spencer.
Italo Zingarelli a ensuite investi dans un vignoble en Toscane connu aujourd'hui comme "Rocca delle Macie" et "Riserva di Fizzano" dans la région de Castellina in Chianti; le vignoble est aujourd'hui sous la gouverne de son fils Sergio Zingarelli.

## Filmographie

### Comme producteur
- 1954 : Night of the Silvery Moon de Donald Taylor
- 1960 : Les Légions de Cléopâtre de Vittorio Cottafavi
- 1961 : La Fureur d'Hercule
- 1962 : Le Gladiateur invincible
- 1962 : Les Sept Gladiateurs
- 1963 : Le Manoir de la terreur (Horror) d'Alberto de Martino
- 1963 : Les Sept Invincibles
- 1965 : Duel à Rio Bravo
- 1966 : Johnny Yuma
- 1967 : Haine pour haine
- 1967 : Cuore matto... matto da legare
- 1967 : Typhon sur Hambourg
- 1968 : Indovina chi viene a merenda?
- 1968 : Ciccio perdona... Io no!
- 1968 : Le Chevalier à la rose rouge
- 1968 : La Révolution sexuelle (La Rivoluzione sessuale)
- 1969 : Franco, Ciccio e il pirata Barbanera
- 1969 : Cinq hommes armés
- 1969 : La stagione dei sensi
- 1970 : La Horse de Pierre Granier-Deferre
- 1970 : On l'appelle Trinita d'Enzo Barboni
- 1971 : On continue à l'appeler Trinita d'Enzo Barboni
- 1972 : À la recherche du plaisir (Alla ricerca del piacere) de Silvio Amadio
- 1972 : Maintenant, on l'appelle Plata de Giuseppe Colizzi
- 1990 : Panama zucchero de Marcello Avallone
- 1995 : Trinità e Bambino... e adesso tocca a noi d'Enzo Barboni

### Comme réalisateur
- 1969 : Cinq Hommes armés (Un esercito di 5 uomini')
- 1970 : Une prostituée au service du public et en règle avec la loi (Una prostituta al servizio del pubblico e in regola con le leggi dello stato)
- 1979 : Cul et Chemise (Io sto con gli ippopotami)